# Wypad na Wschowę
Wypad na Wschowę – akcja zbrojna przeprowadzona 2 września 1939 r. przez Wojsko Polskie na terytorium Niemiec podczas kampanii wrześniowej.

## Geneza
Przygotowania do zorganizowania polskiego wypadu na Wschowę (Fraustadt) rozpoczęły się w nocy z 1 na 2 września 1939 r. Około godziny 1 dowódca Wielkopolskiej Brygady Kawalerii gen. Roman Abraham rozkazał ściągnąć z Krzywinia do Leszna pluton kolarzy por. Zbigniewa Barańskiego. O świcie 2 września wystartowały samoloty obserwacyjne por. Wojdy w celu rozpoznania wojsk niemieckich koło Wschowy. W tym samym czasie gen. R. Abraham otrzymywał meldunki od plutonu ułanów ppor. Stryi, który przebywał w lasach koło Wschowy, prowadząc obserwację terenu i przekazując informacje za pomocą radiostacji. O godzinie 14:30 gen. R. Abraham wydał rozkaz przeprowadzenia wypadu na Wschowę, który brzmiał: odrzucić oddziały nieprzyjaciela i ostrzelać tę miejscowość ogniem artyleryjskim. Otrzymał go dowodzący stacjonującym w Lesznie 55 Poznańskim pułkiem piechoty płk Władysław Wiecierzyński. Wyznaczył on na dowódcę grupy wypadowej kpt. Edmunda Lesisza.
W skład grupy liczącej łącznie 300 żołnierzy i 7 oficerów wchodziły
- 2 komp. 55 pp (w sile 3 plutonów) – d-ca kpt. E. Lesisz
- pluton samochodów pancernych
- pluton ckm
- pluton artylerii – d-ca kpt. Ludwik Snitko

Działania grupy wypadowej od północy miał osłaniać pluton ułanów ppor. Stryi, a od południa wspierać oddział, składający się ze szwadronu tankietek TKS por. Wacława Chłopika i plutonu kolarzy por. Z. Barańskiego pod bezpośrednim dowództwem gen. R. Abrahama. Łączność pomiędzy oboma oddziałami mieli zapewnić kolarze i ułani.

## Działania zbrojne
2 września około godziny 16 obie grupy wypadowe udały się w kierunku granicy z Niemcami. Piechota została dowieziona autobusami, dlatego znalazła się tam szybciej niż artyleria, używająca transportu konnego. Kapitan E. Lesisz rozkazał dowódcy 2 plutonu ppor. Władysławowi Konwińskiemu zaatakować strażnicę Grenzschutzu, blokującą dojście do wsi Dębowa Łęka (Geyersdorf). Około godziny 17 pluton rozsypał się w tyralierę i oskrzydlił budynek strażnicy. W czasie tej akcji niespodziewanie pojawił się patrol niemiecki na motocyklach i doszło do krótkotrwałej wymiany ognia. Niemcy zostali jednak zmuszeni do wycofania się. W strażnicy w ręce polskie trafiły znaczne ilości broni, którą odtransportowano następnie do koszar w Lesznie.
W tym czasie 1 pluton por. Stanisława Rybczyńskiego zaatakował przejście graniczne, a artyleria zajęła pozycje. Kapitan L. Snitko wraz z telefonistami zorganizował stanowisko obserwacyjne w szkole znajdującej się nad samą granicą. Rowy przeciwczołgowe uniemożliwiły dalsze posuwanie się artylerii i samochodów pancernych. W rezultacie działa otworzyły ogień na Geyersdorf ze stanowisk po polskiej stronie granicy, co wzbudziło popłoch wśród niemieckich żołnierzy. Pod wsią pojawiły się także tankietki, które spędziły grupki żołnierzy Grenzschutzu w stronę zabudowań. Pod osłoną karabinów maszynowych TKS wdarły się do wsi, podczas gdy z innej strony nacierała piechota. Niemcy otworzyli chaotyczny ogień z broni maszynowej i w popłochu wycofali się. Dębową Łąkę opuścili także jej niemieccy mieszkańcy, którzy uciekali w kierunku Wschowy. Po zajęciu około godziny 18 wsi przybył do niej płk W. Wiecierzyński z adiutantem kpt. Zielonką.
Tymczasem 2 kompania 55 pp szybko posuwała się w kierunku Wschowy. Do Dębowej Łąki został podciągnięty pluton artylerii, który zaczął ostrzeliwać miasto. Na niemieckie koszary we Wschowie wystrzelono ogółem 36 pocisków, w wyniku czego kilku żołnierzy zostało zabitych, a kilkunastu rannych. Wywołało to ponadto sporo zamieszania w mieście. Władze niemieckie zastanawiały się nawet nad ewakuacją ludności cywilnej do Głogowa.
Tymczasem czołówka polskiego wypadu (3 pluton por. Stefana Perkiewicza) dotarła do rogatek Wschowy, tj. 8 kilometrów w głąb terytorium Niemiec. Po otrzymaniu sygnału do odwrotu wycofał się on po zmroku na rozkaz gen. R. Abrahama wraz z pozostałymi siłami na terytorium Polski, do Leszna. Powrócił także pluton ułanów ppor. Stryi.
Podczas odwrotu doszło do zbrojnego incydentu z V kolumną w miasteczku Święciechowa. Miejscowi Niemcy wyszli z nazistowskimi transparentami naprzeciw polskiemu oddziałowi, sądząc mylnie, że to wkraczający żołnierze niemieccy. W wyniku zaskoczenia doszło do kilku strzałów, po czym aresztowano aktywniejszych „demonstrantów”.
Po zakończeniu wojny obronnej 1939 roku dowódca grupy wypadowej kpt. E. Lesisz został osadzony w oflagu w Murnau. Odnaleziony tam przez Gestapo został wywieziony do Łodzi, a następnie rozstrzelany.

## Podsumowanie
Wypad w kierunku Wschowy z opanowaniem wsi Geyersdorf miał poważne znaczenie emocjonalne i propagandowe dla Polaków. Były one dla żołnierzy Wielkopolskiej BK i innych jednostek dowodem, że można z Niemcami skutecznie walczyć. W sensie operacyjnym były to natomiast działania drobne o lokalnym charakterze bez większego znaczenia dla przebiegu działań na głównym froncie.
Część historyków uważa, że polskie działania wypadowe w rejonie Wschowy zostały przerwane przedwcześnie, a siły w nie zaangażowane były zbyt małe. Jednakże użycie większych sił skutkowałoby osłabieniem garnizonu Leszna, co przy niemieckich atakach na to miasto mogłoby zakończyć się jego utratą (patrz: Obrona Leszna). Natomiast koncepcje natarcia całej Wielkopolskiej BK były nierealistyczne, gdyż po pierwsze musiałoby to prowadzić do rezygnacji z obrony linii Warty, a po drugie stosunek sił gwarantował zwycięstwo stronie niemieckiej. Niemcy zapewne potraktowaliby polski atak za początek ofensywy na Głogów. W tej sytuacji dowódca niemieckiej 8 Armii użyłby odwodowej 30 Dywizji Piechoty, a także jednostek Landwehry. W rezultacie oddziały Wielkopolskiej BK zostałyby otoczone i zniszczone, a jej sąsiedzi, czyli 14 Dywizja Piechoty i 25 Dywizja Piechoty miałyby odsłonięte skrzydła.
Wypad pod Wschowę został upamiętniony stojącym przy wjeździe do miasta od strony Leszna pomnikiem, który stanowi głaz z przymocowaną do niego metalową tablicą.